# Fusil automático Charlton
El Charlton era una versión automática del fusil Lee-Enfield diseñada por el neozelandés Philip Charlton en 1941 para sustituir a las ametralladoras ligeras Bren y Lewis, que en aquel momento eran muy escasas en Nueva Zelanda.

## Descripción
Los primeros fusiles automáticos Charlton fueron hechos a partir de fusiles obsoletos Lee-Metford, algunos datando de la segunda guerra bóer, y estaban destinados para emplearse como fusiles semiautomáticos, y la capacidad de uso como fusil automático era reservada para uso de emergencia.  Utilizaba el cargador de 10 cartuchos del fusil Lee-Enfield y cargadores modificados de 30 cartuchos de la Bren. El arma nunca fue diseñada para ser usada en combate, sino que fue diseñada y adoptada principalmente por la Home Guard neozelandesa.
Se produjeron dos versiones del Charlton: la versión de Nueva Zelanda, diseñada y fabricada por la Charlton Motor Workshops en Hastings, y una versión producida en Australia por Electrolux, utilizando el cartucho del fusil Lee-Enfield SMLE Mk III para su conversión. Los dos diseños se diferenciaban marcadamente en aspecto externo (entre otras cosas, por ejemplo que la versión neozelandesa del Charlton tenía una empuñadura vertical en la parte delantera y un bípode, mientras que el modelo australiano carecía de estas características haciéndolo más ligero y simple en aspecto), pero compartían el mismo mecanismo operativo. Aproximadamente 1.500 fusiles automáticos Charlton fueron fabricados en Nueva Zelanda, y casi todos fueron destruidos en un incendio en el arsenal situado en Palmerston North poco después de la Segunda Guerra Mundial.
Como resultado de lo mencionado, existen muy pocos fusiles automáticos Charlton intactos hoy en día. Sólo se encuentran ejemplares en el Museo Imperial de la Guerra, en Londres y en el National Firearms Center del Royal Armouries Museum en Leeds, Reino Unido; en el Museo del Ejército de Waiouru y en el Museo de Guerra de Auckland en Nueva Zelanda; y en el Museo del Ejército de Bandiana en Australia.

## En la cultura popular
En el videojuego de 2017 Call of Duty: World War 2 el Charlton aparece con el nombre de "NZ-41", se llama así por New Zealand (Nueva Zelanda, su país de origen) y 41 del año 1941, que es su año de diseño.